# Oona King
Pour les articles homonymes, voir King.
Oona Tamsyn King, baronne King de Bow (née le 22 octobre 1967) est une femme politique du parti travailliste britannique et ancienne directrice de la diversité de Channel 4.
Elle est députée travailliste de Bethnal Green et Bow de 1997 à 2005, lorsqu'elle est battue par George Galloway, le candidat du Parti du respect. Elle siège à la Chambre des lords de 2011 à 2024.

## Jeunesse
Oona King est née à Sheffield, West Riding of Yorkshire, de Preston King, un universitaire afro-américain, et de sa femme juive britannique, Hazel King (née Stern), une militante pour la justice sociale. Miriam Stoppard (en) est sa tante maternelle et l'acteur Ed Stoppard est un cousin. Du côté de son père, elle vient d'une lignée de militants américains des droits civiques et d'entrepreneurs prospères. Son grand-père paternel, le militant des droits civiques Clennon Washington King Sr., et sa femme ont une fille et sept fils, dont son oncle CB King, un avocat pionnier des droits civils à Albany, en Géorgie. Le grand-père maternel de King est né juif et sa grand-mère maternelle s'est convertie au judaïsme. Par l'intermédiaire de sa grand-mère, King est une cousine éloignée, de Ted Graham, baron Graham d'Edmonton .
King fait ses études à Haverstock Comprehensive Secondary School sur Crogsland Road à Chalk Farm (arrondissement de Camden), Londres. Elle est une contemporaine de ses collègues hommes politiques travaillistes David Miliband et de son jeune frère Ed.
Au cours de sa première année de premier cycle à l'Université d'York, King est brièvement membre du Socialist Workers Party. Au cours de sa deuxième année (1988–89), elle gagne une bourse à l'Université de Californie à Berkeley et obtient un diplôme de première classe avec honneurs en politique en 1990.

## Carrière politique
Avant de devenir députée, King est assistante parlementaire au Parlement européen. Elle travaille comme assistante politique de l'eurodéputé Glyn Ford, chef du parti travailliste au Parlement européen, puis de l'eurodéputé Glenys Kinnock. En 1995–97, elle est permanente politique pour la GMB Southern Region.
Elle est choisie pour se présenter au siège de Bethnal Green et Bow au début de 1997. Peter Shore a annoncé sa retraite anticipée, mais les combats de factions dans la circonscription du Parti travailliste conduisent le siège du parti à retarder la sélection et à imposer sa propre liste restreinte. Certains principaux candidats de la communauté bangladaise locale n'ont pas été inclus.

### Carrière parlementaire
En remportant le siège en 1997, King devient la deuxième femme noire à être élue députée, la première étant Diane Abbott. Dans son «discours de jeune fille vraiment de première classe», King décrit les abus raciaux qu'elle et sa famille ont subis dans leur enfance. Elle se qualifie de "multiethnique", représentant "une circonscription véritablement multiculturelle où les difficultés et les privations ont donné naissance aux plus grandes réformes sociales de Grande-Bretagne". Elle souligne le besoin de cohérence dans la stratégie d’élimination de la pauvreté et l’importance de l’éducation dans son élimination .
King siège au comité spécial du développement international et en tant que vice-présidente du groupe parlementaire sur le Bangladesh. Elle est choisie pour participer au débat sur le discours de la reine en novembre 2002, où elle discute de ses vues sur le génocide et une visite au Rwanda . King est secrétaire parlementaire privée du secrétaire d'État au Commerce et à l'Industrie et du ministre du commerce électronique . En 2003, elle est sélectionnée parmi les " 100 Great Black Britons ".
King soutient l'invasion de l'Irak en 2003, qui est controversée dans l'importante population musulmane de sa circonscription. King déclare qu'elle ne regrettait pas d'avoir voté pour la guerre en Irak, "Je n'aurais jamais pu voter contre l'élimination de Saddam Hussein. Il était responsable de la mort d'un million de personnes.".

### Élection générale de 2005
Bethnal Green and Bow, avec une population d'environ 45 000 habitants musulmans, est la meilleure chance pour George Galloway de vaincre un candidat travailliste dans ce qui est devenu une «campagne amère à un seul problème». King décrit la campagne électorale comme "l'une des plus sales ... que nous ayons jamais vues dans la politique britannique" et s'est plainte d'abus antisémites et raciaux "assez dérangeants",. Elle est la cible putative de lanceurs de légumes et d'œufs lors d'un service commémoratif commémorant le bombardement allemand de la Seconde Guerre mondiale contre un immeuble d'habitations qui avait principalement des victimes juives.
Les deux candidats reçoivent la protection de la police, King après que ses pneus de voiture aient été crevés et Galloway après avoir reçu une menace de mort. King perd le siège par 823 voix, un swing de 26,2% de King à Galloway. King déclare que, bien que son soutien à la guerre en Irak ait été un problème majeur, de fausses déclarations dans la presse bangladaise selon laquelle elle voulait se débarrasser de la viande halal avaient joué un rôle dans sa défaite.

### 2005–2009
King a déclaré qu'elle resterait à Bethnal Green and Bow avec son bureau de circonscription financé par le syndicat GMB, tentant d'agir en tant que députée non officielle. Cependant, plus tard en 2005, elle commence une carrière dans les médias.
En 2007, King publie son autobiographie, The Oona King Diaries: House Music .
En 2008, le Premier ministre Gordon Brown la nomme comme conseillère politique principale sur l'égalité, la diversité et la foi.
En janvier 2009, King est nommée responsable de la diversité à Channel 4. Avant de déménager aux États-Unis, elle vit dans le Mile End, dans un pub reconverti, dans l'East End de Londres.

### Campagne pour la mairie de Londres 2010
En 2010, King se présente en vain contre Ken Livingstone pour l'investiture du Parti travailliste en vue de l'Élections municipales de 2012 à Londres. Le premier discours de campagne de King, à l'école Haverstock, est axé sur «l'engagement avec les jeunes» comme moyen de réduire la criminalité et les aider à réaliser leur potentiel. En juin 2010, elle est présélectionnée pour la nomination. Dans une interview accordée à The Independent, King souligne à la fois son expérience de «pousser et tirer les leviers du pouvoir», c'est-à-dire son expérience de négociation avec les plus hauts ministres, ainsi que sa volonté de travailler avec des opposants politiques.
Son adversaire, Ken Livingstone, l'accuse d'utiliser des méthodes inappropriées pour obtenir les adresses électroniques des partisans du Parti travailliste; King nie l'allégation. King a le soutien de Neil Kinnock, Ben Bradshaw et Alan Johnson. Le 24 septembre 2010, Livingstone remporte l'investiture.

### Pairie
Le 26 janvier 2011, King est créée pair à vie en tant que baronne King de Bow, de Bow dans le quartier londonien de Tower Hamlets. Elle est présentée à la Chambre des Lords le 31 janvier 2011 où elle siège sur les bancs travaillistes. Lorsque sa nomination est annoncée en novembre 2010, elle démissionne de son poste de représentante de la circonscription au Comité exécutif national travailliste, auquel elle avait récemment été élue, avant d'assister à sa première réunion. En prenant son siège chez les Lords, King démissionne de son poste de responsable de la diversité avec Channel 4.
En 2012, King est élue au conseil stratégique de Progress en tant que parlementaire.
En 2016, elle prend un congé des Lords pour prendre le poste de directrice de la diversité de YouTube.
En 2019, elle quitte Google pour rejoindre Snap Inc. comme première vice-présidente de la diversité et de l'inclusion.
Elle quitte la chambre des Lords le 9 juillet 2024.

## Apparitions médiatiques
King fait des apparitions dans des émissions de télévision telles que This Week, The Daily Politics, The All Star Talent Show et Have I Got News for You. Elle réalise un documentaire de la BBC Two sur Martin Luther King et le Deep South American Prophet diffusé le 29 mars 2008. Elle fait des apparitions dans la nouvelle émission comique Jewish at Ten sur Channel 4, le 9 octobre 2012. En janvier 2013, elle apparait dans l'émission de patinage Dancing On Ice,.

## Vie privée
En 1994, King épouse l'Italien Tiberio Santomarco, alors qu'il travaille pour un député européen à Bruxelles. Le couple adopte trois enfants et a un quatrième enfant né d'une mère porteuse en 2013. Elle parle couramment italien et français.